# 1660 Wood
Az 1660 Wood (ideiglenes jelöléssel 1953 GA) a Naprendszer kisbolygóövében található aszteroida. Jacobus Albertus Bruwer fedezte fel 1953. április 7-én, Johannesburgban.